# Hoy (Orcades)
Pour les articles homonymes, voir Hoy.
Hoy est une île du Royaume-Uni de l'archipel des Orcades située au nord de l'Écosse. Son nom est dérivé du vieux norrois et signifie « île haute », un nom approprié, car sur l'île se trouve le point le plus haut de l'archipel.

## Géographie
Hoy est la deuxième île en étendue de l'archipel avec une superficie de 135 km2, mais ne figure qu'à la huitième place pour la population avec seulement 419 habitants recensés. Elle est reliée par un pont-jetée appelée L'Ayre à South Walls.
L'île dispose cependant d'un certain nombre de sites remarquables :
- Ward Hill, avec une altitude de 481 m, est le point culminant de l'archipel
- la pointe St John's Head est constituée de falaises maritimes qui atteignent 350 mètres et sont parmi les plus hautes du Royaume-Uni
- Old Man of Hoy est un stack de 137 mètres de haut sur la côte ouest
- Dwarfie Stane, situé dans la vallée de Rackwick au nord de l'île est un exemple unique dans l'Europe du Nord de tombeau rupestre que l'on trouve habituellement dans l'ère méditerranéenne au néolithique ou à l'âge du bronze
- une Tour Martello
- un phare construit en 1980

La partie nord de l'île est une réserve de la Royal Society for the Protection of Birds pour la protection notamment du Grand Labbe et du Plongeon catmarin.

## Référence
- (en) Cet article est partiellement ou en totalité issu de l’article de Wikipédia en anglais intitulé « Hoy » (voir la liste des auteurs).